# Зворничко језеро
Зворничко језеро је вјештачко језеро на реци Дрини, на граници која се протеже старим током реке, између Србије и Републике Српске у Босни и Херцеговини.

## Карактеристике
Зворничко језеро је површине око 8,1 2, запремине 90.000.000 3 воде, а дубоко је до 39 . Просјечна дубина износи 5 до 8 , дужина око 25 , а ширина од 200  до 3 . Језеро се налази на 140  надморске висине и протеже се дринским кањоном од ушћа рјечице Велике реке у истоименом селу до Зворника и Малог Зворника. Од пуњења акумулације 1955. године, 50% базена је засуто ерозивним наслагама из бујичних водотокова и рјечица које се у језеро уливају (Дрињача, Јошаница, Велика река, Борањска река). Eрозија тла и наноси су створили већа или мања острва и полуострва.

## Историја
Језеро је настало изградњом бране хидроелектране Зворник, висине 45 , која је саграђена 1948. године, а акумулација је напуњена водом 1955. године, чинећи је првом акумулацијом на Дрини.

## Туризам
У приобаљу језера постоји велики број викендица и туристичко-угоститељских објеката. Језеро је погодно за љетовање, спортско-рекреативне активности на води и риболов, сплаварење, рафтинг, пловидбу и пливање.

## Екосистем
Зворничко језеро заједно са ријеком Дрином је станиште пастрмке, липљена, клена, мрене, шкобаља, сома и штуке. Језеро је станиште и дивљих патки глувара.

## Галерија
- Поглед са видиковца Збир